# 雍氏目取真家
雍氏目取真家（よううじめどるまけ）は、東風平親雲上興長を大宗とした首里士族である。
大宗の父は、琉球王国、第一尚氏王統第7代尚徳王の第三王子、屋比久大屋子であると代々伝わっている。
那覇市識名、尚徳王御陵跡には当家の刻銘が施されている。
三世からは 泊村（現・那覇市)への分家が誕生し佐敷筑登之興道、松茂良興作を輩出した門中である。

## 解説

### 第二尚氏王統時代
- 屋比久大屋子（尚徳王三男）
- 東風平親雲上興長　(屋比久大屋子三男)